# 5032 Conradhirsh
Az 5032 Conradhirsh (ideiglenes jelöléssel 1990 OO) a Naprendszer kisbolygóövében található aszteroida. Eleanor F. Helin fedezte fel 1990. július 18-án.